# Kyōtarō Yamakoshi
Kyōtarō Yamakoshi (japanisch 山越 享太郎 Yamakoshi Kyōtarō; * 18. März 1991 in Nikko) ist ein ehemaliger japanischer Fußballspieler.

## Karriere
Yamakoshi erlernte das Fußballspielen in der Jugendmannschaft von Tokyo Verdy und der Universitätsmannschaft der Universität Tsukuba. Seinen ersten Vertrag unterschrieb er 2012 bei Kawasaki Frontale. Der Verein spielte in der höchsten Liga des Landes, der J1 League. Für den Verein absolvierte er 17 Erstligaspiele. 2016 wechselte er zum Drittligisten Tochigi SC. Ende 2016 beendete er seine Karriere als Fußballspieler.